# Amalia Dupré

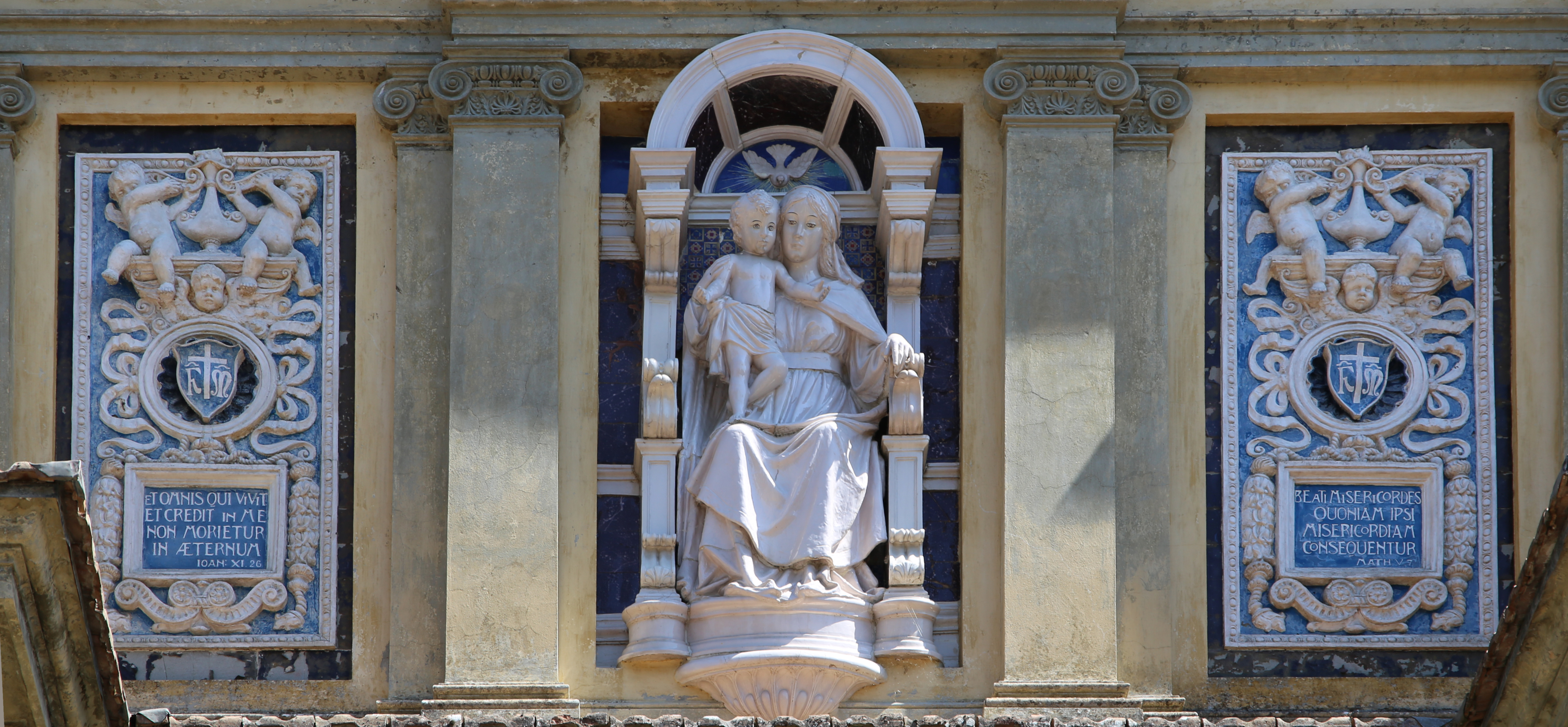
Sculture di Amalia Dupré nel cimitero dell'Antella

Maria Luisa Amalia Dupré, nota come Amalia Dupré (Firenze, 26 novembre 1842 – Firenze, 23 maggio 1928), è stata una scultrice italiana.

## Biografia

### Formazione e maturità accanto al padre

Santa Reparata, duomo di Firenze

Nacque da Giovanni Dupré e Maria Mecocci a Firenze, nel 1842. Fin da piccola fu educata al disegno e divenne assistente del padre, che aiutò in quasi tutte le sue opere.
Nel 1862 scolpì un Giotto fanciullo che fu presentato accanto ad altre opere del padre nel 1867 all'Esposizione Universale di Parigi (il gesso è conservato a villa Dupré a Fiesole). Questa prima opera ricevette un netto apprezzamento dalla critica, che ne lodava la naturalezza.
Sempre nel 1867 eseguì un rilievo funebre per la tomba Ravaschieri nel cimitero di Napoli, lodato in una poesia di Andrea Maffei.
Negli anni successivi la Dupré eseguì vari bassorilievi funebri e un San Pietro in catene (1869, Museo dell'Accademia). Nel 1872 scolpì il monumento funebre per la sorella Luisina per la cappella di famiglia nel cimitero di Fiesole, composto dal sarcofago con sopra l'immagine della defunta distesa, e un anno dopo il rilievo Suora di Carità che guida i giovanetti dell'asilo per la tomba di Francesco Aliotti nel cimitero urbano di Arezzo.
Alcune sue opere furono menzionate nei Ricordi dal padre (1879, quindi anteriori): una Matelda in gesso; il Monumento funebre ad Adele Stracchi; un San Giovanni e un Angelo in marmo per la cappella di una villa della marchesa Pieri Nerli di Siena; un Angioletto in gesso e una Madonna col Bambino in marmo per la badia fiorentina; una piccola pila per l'acqua santa con santa Edvige per la contessa Talon di Parigi; la lunetta per lo studio Dupré in Borgo Pinti; una copia ridotta in bronzo della Pietà del padre; una Santa Caterina in terracotta per la cappella del Pio Ricovero delle orfanelle a Siena; le Virtù teologali in marmo per Raffaello Agostini di Firenze.
Il suo lavoro più importante fu però nel duomo di San Miniato, dove eseguì una serie di bassorilievi funebri: la Religione per la tomba del vescovo Poggi, la Storia per Bernardo Buonaparte, la Fisica per il professor Gioacchino Taddei, la Poesia per il poeta Pietro Bagnoli; inoltre otto Santi che ornano il pulpito.
Nel triennio 1879-1882 la Dupré plasmò un Angelo della pace in gesso (tempietto della villa Camerini a Piazzola sul Brenta), il monumento funebre a Elena Mantellini nel fiorentino cimitero delle Porte Sante (1881), un San Giuseppe col Bambino.

### Per il Molise

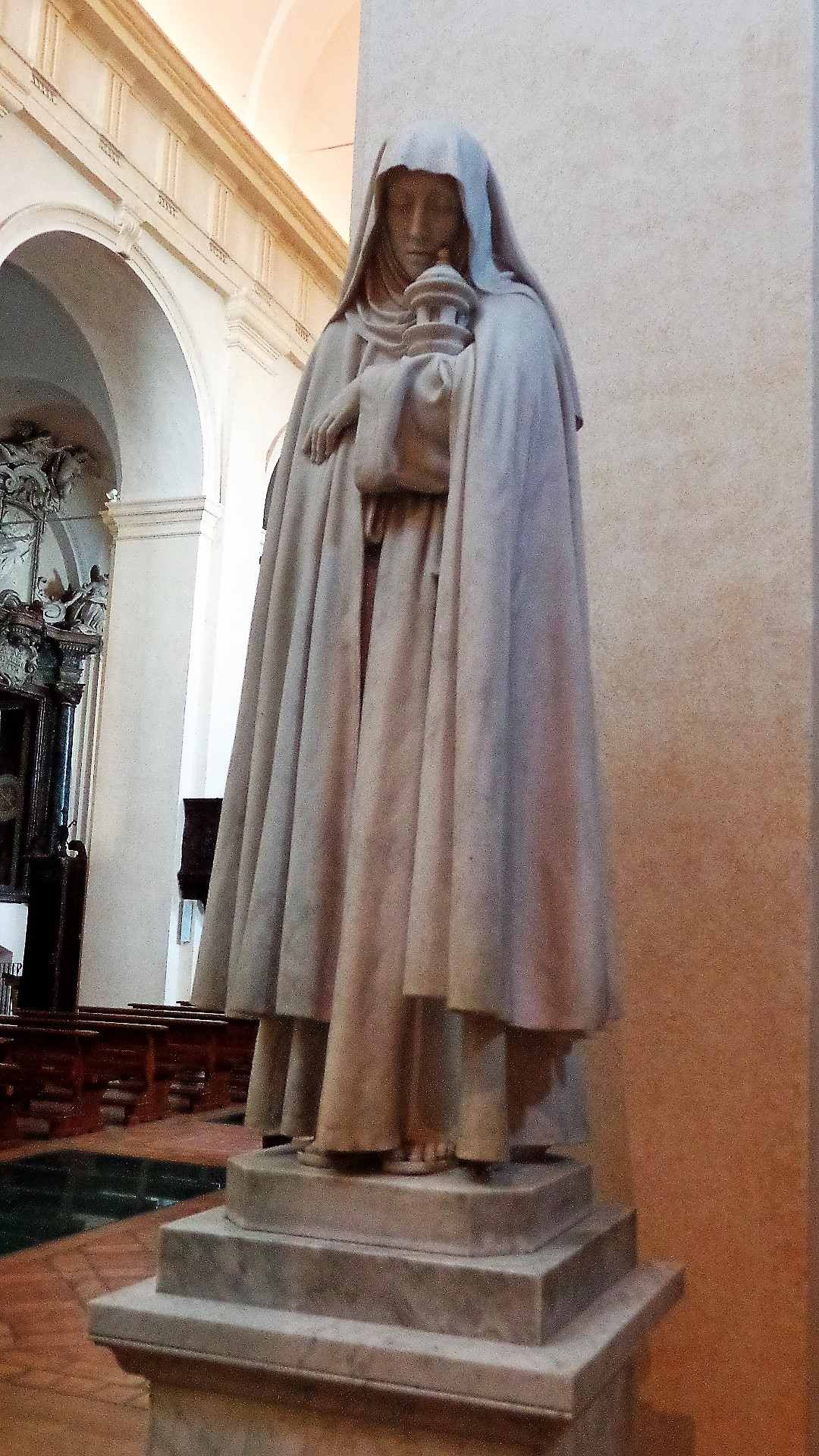
Santa Chiara d'Assisi, duomo di Assisi

A seguire operò, insieme al padre, in Molise, grazie in particolare all'amicizia con il sacerdote letterato Luigi Pannunzio, docente al liceo ginnasio di Agnone e parroco nella locale chiesa di Sant'Emidio dal 1875 al 1907.
Ad Agnone realizzò un Battesimo di Cristo (1890) in marmo, un'Addolorata in terracotta e un Cristo risorto (1895) sempre in terracotta,  per la chiesa di Sant'Emidio (mentre il padre, per la stessa chiesa, ha realizzato altre sculture).
Sempre in Molise ha realizzato una statua della Vergine per il santuario della Madonna della Difesa a Casacalenda, alcune sculture per la chiesa di San Silvestro papa a Civitanova del Sannio, La Sacra Famiglia per la chiesa di San Casto a Trivento e pitture per abitazioni private a Frosolone.

### Ultimi anni
Negli ultimi anni, dopo la morte del padre, continuò e portò a termine alcune opere lasciate incompiute da quest'ultimo. Scolpì inoltre una Santa Chiara in marmo per il duomo di San Rufino ad Assisi, la Santa Reparata per la seconda nicchia del portale centrale del duomo di Firenze, un Busto di Dante nella Casa di Dante a Firenze, due Santi per la chiesa di Santa Margherita a Cortona (una terza statua è una replica della Santa Chiara di Assisi) e altre opere ancora. 
Si dedicò inoltre alla cura della memoria del padre, trasformandone lo studio fiorentino in via degli Artisti in un museo (oggi la gipsoteca di padre e figlia è per lo più conservata alla villa di famiglia a Fiesole), e dedicò al genitore anche un piccolo monumento con la rappresentazione in bassorilievo degli episodi salienti della sua vita (pure a villa Dupré). 
Scolpì un cospicuo numero di ritratti, sebbene le notizie sulla sua attività dagli anni del 1890 alla morte si facciano sempre più rare. Probabilmente la sua attività tarda non fu particolarmente intensa.
Morì a Firenze nel 1928 e fu sepolta nella cappella di famiglia nel cimitero di Fiesole, accanto al padre, alla madre e alla sorella.